# Gaba Kulka

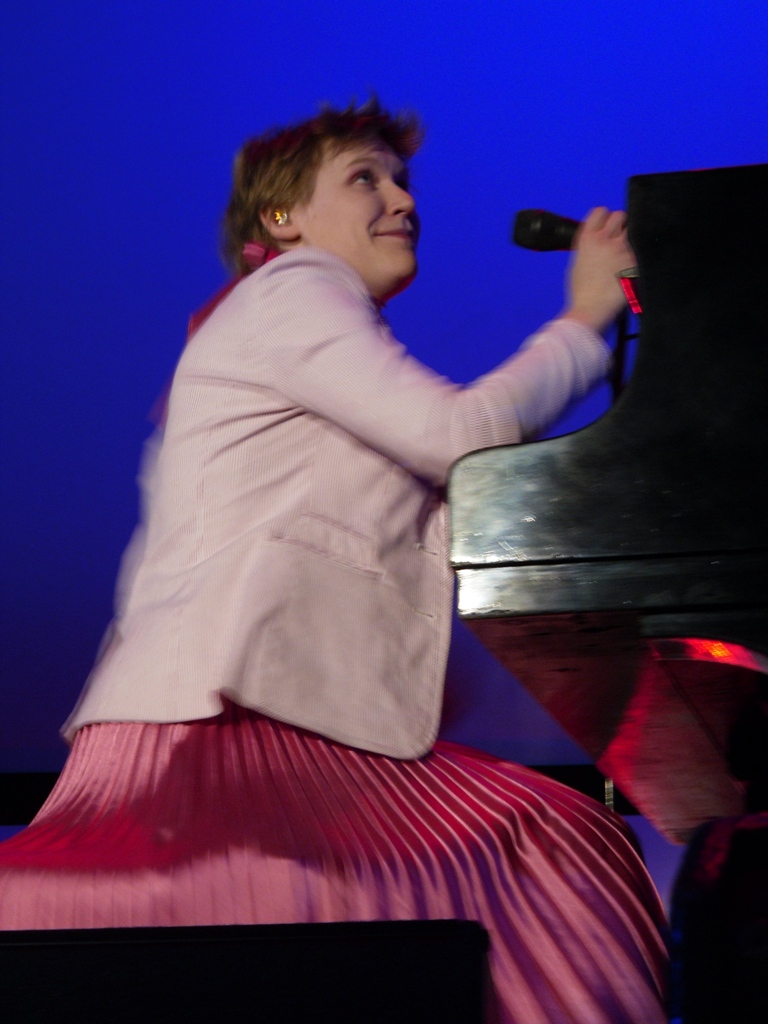
Gaba Kulka (2010)

Gabriela Konstancja „Gaba“ Kulka-Stajewska (* 22. September 1979 in Warschau als Gabriela Kulka) ist eine polnische Singer-Songwriterin.

## Leben und Wirken
Kulka wuchs in einer Musikerfamilie auf; ihre Eltern sind beide als Geiger aktiv; ihre Schwester Anna ist Pianistin. Sie erhielt acht Jahre lang Geigenunterricht. Dann wechselte sie zum Klavier.
Auf ihrem Demo Songs for Wolf (2001) coverte Kulka Songs von Björk, Ozzy Osbourne, Neil Diamond, Stevie Nicks und The Church. Ihr Debüt gab Kulka 2003 mit ihrem selbstproduzierten Album Between Miss Scylla and a Hard Place (2003), dem 2006 Out folgte. Ihr Album Hat, Rabbit, Hat (2009) wurde sowohl von der Kritik anerkannt als auch ein kommerzieller Erfolg und erreichte in Polen Gold-Status.
Mit dem Elektro-/Ambient-Komponisten und -Produzenten Konrad Kucz produzierte Kulka das gemeinsame Album Sleepwalk (2009). Ein Jahr später wirkte sie an dem Album Młynarski Plays Młynarski von Jan Młynarski mit, das neue Arrangements von Liedern seines Vaters Wojciech Młynarski enthielt. Mit dem Gitarristen Bartek Weber bildete sie die Avantgarde-Jazz-Band Baaba Kulka, mit der sie 2011 Stücke von Iron Maiden coverte. 2013 folgte in gleicher Konstellation die EP Piastelsi mit fast vergessenen polnischen Big-Beat-Songs aus den späten 1960er und frühen 1970er Jahren.
2012 veröffentlichte Kulka mit dem Kontrabassisten Olo Walicki und dem Videokünstler Maciej Szupica The Saintbox, das von der polnischen Kritik hoch gelobt und auf mehreren polnischen Festivals für alternative Musik vorgestellt wurde. 2013 folgte ihr Soloalbum Wersje, das Jazz, Bühnengesang, Kabarett und Piano-Rock auf ungewöhnliche Weise vermischt. 2014 erschien ihr Album The Escapist, 2016 Kruche.
Kulka hat als Komponistin und Songtexterin auch für Levity, Czesław Śpiewa, Reni Jusis, Karimski Club und Smolik gewirkt.